# Stankiewicze (obwód grodzieński)
Stankiewicze (biał. Станкевічы, ros. Станкевичи) – dawna wieś na Białorusi, w obwodzie grodzieńskim, w rejonie lidzkim, w sielsowiecie Chodorowce. 
W dwudziestoleciu międzywojennym leżała na terenie II Rzeczypospolitej, w gminie Wsielub w powiecie nowogródzkim, w województwie nowogródzkim. W 1906 roku w miejscowości urodził się Tewje Bielski.